# Утяшево (Ярковский район)
Утяшево (Утяшевские юрты, сибирскотат. 
Калым-Аул) — упразднённая деревня в Ярковском районе Тюменской области России. В 1970—1990-х годах была объединена с деревней Верхнесидорово. Проживали сибирские татары.

## География
Деревня находилась на западе Тюменской области, в пределах Западно-Сибирской низменности, в подтаёжной зоне,  на берегу реки Тавда, возле впадения в неё речки Липовки. Раньше рядом на юго-западе располагалась деревня Чернояр (Черноярка) на западе от деревни, на востоке примыкала русская деревня Верхнесидорово.

### Климат
Климат континентальный с холодной продолжительной зимой и тёплым относительно коротким летом. Средняя температура воздуха самого холодного месяца (января) — −19 °C (абсолютный минимум — −53 °C); самого тёплого месяца (июля) — 18 °C (абсолютный максимум — 34 °С). Продолжительность периода с устойчивыми морозами около 140 дней. Среднегодовое количество атмосферных осадков составляет 400—450 мм, из которых 310 мм выпадает в тёплый период. Продолжительность залегания снежного покрова составляет в среднем 160 дней.

## История

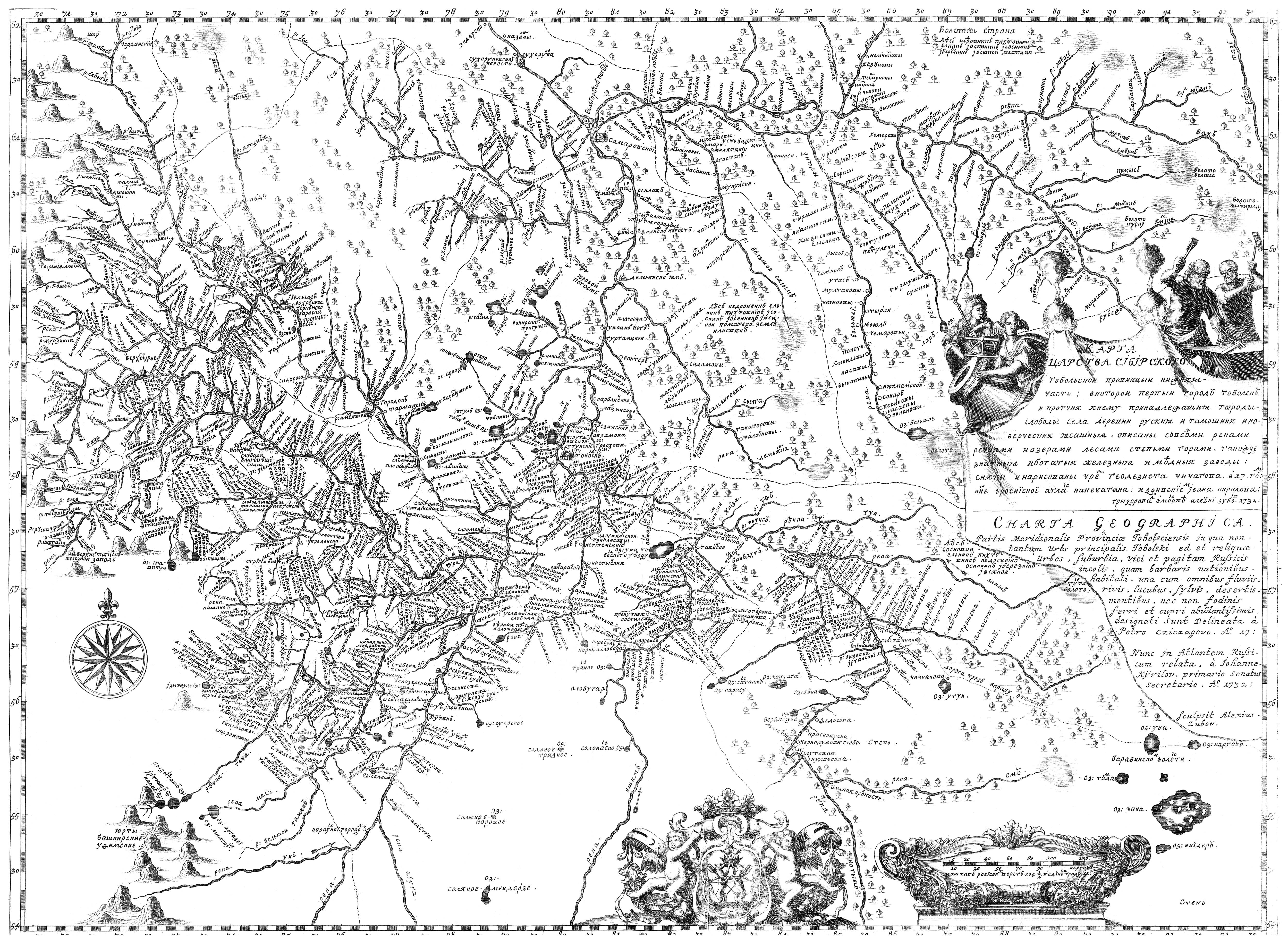
Деревня Утяшев на карте Царства Сибирского. Атлас Всероссийской империи И. К. Кирилова 1722—1737 гг

Утяшево отмечено на карте Царства Сибирского И. К. Кирилова 1722—1737 гг. 
По Ревизским сказкам 1782—1862 годов Утяшевские юрты входили в состав Калымской волости Тюменского уезда Тобольской губернии.
12 ноября 1923 года после расформирования Калымской волости деревня входит в состав образованного Иевлевского района Тюменского округа Уральской области. Входила в состав Черноярского сельсовета. 
17 июня 1925 года вошла в состав образованного Ярковского района. В 1925 году Черноярский сельсовет был переименован в Верхнесидоровский сельсовет.
С 1937 по 1960 год деревня входила в состав Байкаловского района.
В 1970—1990-х годах объединена с деревней Верхнесидорово. Сейчас население деревни Верхнесидорово смешанное (сибирские татары, русские).